# Breynia coriacea
Breynia coriacea är en emblikaväxtart som beskrevs av Lucien Beille. Breynia coriacea ingår i släktet Breynia och familjen emblikaväxter.
Artens utbredningsområde är Vietnam. Inga underarter finns listade i Catalogue of Life.